# Кин Эдди
«Кин Эдди» (англ. Keen Eddie) ― американский боевик, комедийно-драматический телесериал, который транслировался на канале Fox с 3 июня по 24 июля 2003 года. Первоначально премьера сериала была запланирована на сезон 2002 ― 2003, но была отложена и состоялась в качестве летней замены в июне 2003 года . Fox отменил сериал, исключив его из расписания после показа семи серий. Остальные шесть серий дебютировали в американской кабельной сети Bravo и начали выходить в эфир в январе 2004 года.
Все тринадцать серий сериала были выпущены на DVD компанией Paramount Home Entertainment 7 сентября 2004 года.

## Сюжет
Сериал рассказывает о дерзком детективе полиции Нью-Йорка, который отправляется в Лондон, после того, как одно из его дел проваливается, и ему ничего не остается кроме как работать в Нью-Скотленд-Ярде. Саундтрек и сопутствующая музыка для первого сезона были предоставлены британским техно-дуэтом Orbital. Дэниел Эш из Love and Rockets написал партитуру для оставшихся серий.

## В ролях
- Марк Вэлли ― детектив Эдди Арлетт
- Сиенна Миллер ― Фиона
- Джулиан Райнд-Татт ― инспектор Монти Пиппин
- Колин Сэлмон ― суперинтендант Натаниэль Джонсон